# Ratpenat nasofoliat dayak
El ratpenat nasofoliat dayak (Hipposideros dyacorum) és una espècie de ratpenat que es troba a Indonèsia i Malàisia.